# Henry Palmé
Henry Artur Palmé (Flädie, 4 september 1907 – Stockholm, 2 juni 1987) was een Zweedse langeafstandsloper, die was gespecialiseerd in de marathon. Hij werd van 1934 tot 1942 negenmaal Zweeds kampioen op de marathon. In 1944 won hij zijn tiende titel.

## Loopbaan
Op de Olympische Spelen van 1936 in Berlijn werd Palmé dertiende in 2:46.08,4. Op de Europese kampioenschappen in 1938 in Parijs won hij een bronzen medaille op de marathon. Met een tijd van in 2:42.14 eindigde hij achter de Fin Väinö Muinonen (goud; 2:27.29) en de Brit Squire Yarrow (zilver; 2:39.03).

## Titels
- Zweeds kampioen marathon - 1934, 1935, 1936, 1937, 1938, 1939, 1940, 1941, 1942, 1944

## Persoonlijk record
| Onderdeel | Prestatie | Plaats   | Datum             |
| --------- | --------- | -------- | ----------------- |
| marathon  | 2:27.12   | Helmstad | 13 september 1942 |

## Palmares

### marathon
- 1933:  Zweedse kamp. in Borås - 2:25.43
- 1934:  Zweedse kamp. in Ragunda - 2:34.32
- 1935:  Zweedse kamp. in Värnamo - 2:29.50,9
- 1935:  L'Auto in Parijs - 2:38.12,8
- 1936: 13e OS - 2:46.08,4
- 1936:  Zweedse kamp. in Halmstad - 2:33.09
- 1937:  Tjarbybanan in Halmstad - 2:34.58,6
- 1937:  marathon van Sollefteå - 2:30.38,0
- 1938:  Polytechnic in Chiswick - 2:42.00
- 1938:  Zweedse kamp. in Krybo - 2:32.31
- 1938:  EK in Parijs - 2:42.13,6
- 1938:  marathon van Halmstad - 2:31.52,6
- 1939:  Polytechnic in Chiswick - 2:36.56
- 1939:  Zweedse kamp. in Eksjö - 2:33.14,4
- 1940:  Zweedse kamp. in Hofors - 2:31.10,0
- 1941:  Zweedse kamp. in Visby - 2:32.30
- 1941:  marathon van Halmstad - 2:33.20
- 1942:  Zweedse kamp. in Östersund - 2:25.36,8
- 1942:  marathon van Helmstad - 2:27.12
- 1944:  Zweedse kamp. in Sollefteå - 2:27.38,0